# Eugenia roseiflora
Eugenia roseiflora är en myrtenväxtart som beskrevs av Mcvaugh. Eugenia roseiflora ingår i släktet Eugenia och familjen myrtenväxter. Inga underarter finns listade i Catalogue of Life.